# Фелипе Сантана
Фелипе Аугусто Сантана (роден на 17 март 1986 в Рио Кларо, Бразилия) е бразилски футболист, играе като централен защитник и се състезава за германския Шалке 04.

## Клубна кариера

### Фигейренсе
След престой в школата, Сантана започва професионалната си кариера в отбора на Фигейренсе. За 2 сезона Фелипе записва 37 мача, в които отбелязва пет гола.

### Борусия Дортмунд
През 2008 година Сантана преминава в германския Борусия Дортмунд.
Въпреки петте сезона в отбора, Сантана не успява да се наложи като титуляр. Започва да играе по-често през
сезон 2012/13 заради контузиите и на двамата титуляри защитници Невен Суботич и Матс Хумелс. Първият си гол за сезона отбелязва на 3 март 2013 г. срещу Шаxтьор в турнира Шампионска лига.
На 9 април 2013 година отбелязва изключително драматичен гол в продължението на мача срещу Малага, който праща отбора му на полуфиналите след победа 3:2 и равенство 0:0 в първия мач.
За петте си сезона в Борусия Дортмунд успява да стане шампион на Германия два пъти и веднъж печели Купата на Германия.

### Шалке 04
На 28 май 2013 година Сантана преминава в кръвния враг на Борусия Дортмунд – Шалке 04.

## Успехи

### Клубни
- Първа Бундеслига: 2

2010/11, 2011/12
- Купа на Германия:1

2011/12